# 星际穿越
是一部2014年上映的科幻電影，由克里斯托弗·諾蘭執導和監製，馬修·麥康納、安妮·海瑟薇、潔西卡·崔絲坦和米高·肯恩主演。本片以全球饥荒为背景，講述了一队宇航员通過穿越蟲洞為人類尋找新家園的高科技冒險故事。
本片剧本最初来源于克里斯托弗·諾蘭的弟弟乔纳森·諾蘭，之后由两人共同撰写。加州理工学院理论物理学家基普·索恩为本片提供最初构想和研究理论，担任科学顾问、执行制片人。本片最初由史蒂文·斯皮尔伯格执导，但随后因公司迁离被迫放棄執導，克里斯托弗·諾蘭成为导演。攝影師霍伊特·范·霍特瑪使用IMAX70毫米膠卷和Panavision变形格式的35毫米电影膠卷拍摄本片。汉斯·季默为本片配乐。華納兄弟、派拉蒙影业及傳奇影业公司共同為本片投資，其中派拉蒙负责北美发行，华纳负责海外发行。本片的主要摄影于2013年底开始，取景地包括加拿大艾伯塔省、冰島及美國洛杉磯。本片广泛使用微縮模型、摄像机内视觉效果和IMAX格式进行拍摄，并由DNEG公司制作额外的视觉效果。
2014年10月26日本片在洛杉磯首映，11月5日起陆续在全球各地发行，全球票房超6.81亿美元（加上重映共7.33亿美元）。其因視覺效果、较高的科学准确性和对理论天体物理学的描绘等而受到赞誉，获得第87屆奧斯卡金像獎五项提名以及最佳視覺效果獎。

## 劇情
21世纪中期，地球上的農作物因为氣候轉變及枯萎病而失收。2067年，前美国国家航空航天局工程師和太空梭駕駛員約瑟·庫珀（Joseph Cooper，馬修·麥康納饰）被迫成為農民以協助解決糧食危機。庫珀的10歲女兒墨菲（Murphy，麥肯基·弗依饰）發現其房間的書架上的書本無故掉到地上，認為這是灵异现象。不久後，一場沙塵暴在墨菲的房間中留下二进制座標，二人開車到達坐標位置後發現那是北美空防司令部，现已成為美国国家航空航天局的秘密基地。
基地負責人布蘭德教授（Dr. Brand）向庫珀透露土星附近出現了蟲洞，認為外星智慧生命有意協助人類前往遙遠星系移居。總署在約十年前已派遣了十二名科學家穿越該蟲洞，各自降落在多個被認為有居住可能性的行星上，傳送回來的資料顯示其中一個以黑洞「巨人」（Gargantua）為中心的行星系統中有三顆星球可能適合人類移居。行星各自以降落在當地的科學家名字命名：米勒（Miller）、埃德蒙斯（Edmunds）和曼恩（Mann）。庫珀答允布蘭德教授的要求，擔任太空船永恆號（Endurance）的駕駛員前往執行拉撒路計畫（Lazarus mission）：A計劃為確認星球適合人類居住後，透過布蘭德教授的重力方程式協助地球人前往殖民；B計劃為帶著多個人類胚胎殖民外星，留在地球的人類則會灭绝。墨菲因擔心庫珀一去不回而深感憤怒，庫珀亦不顾劝阻與布蘭德教授的女兒艾蜜莉亞（Amelia，安妮·海瑟薇饰）、物理學家羅密利（Romilly）、地質學家道爾（Doyle）和兩個机器人塔斯（TARS）與凱斯（CASE）前往太空登上永恆號啟程。
眾人先通过虫洞前往米勒星，除羅密利與塔斯外的一眾成員乘坐徘徊者號（Ranger）降落星球後，發現地表只有一片汪洋，黑洞的潮汐力引起的巨型海嘯使道爾喪生并延誤了回程，二人返回永恆號後發現，他們在星球上大約停留了三個鐘頭，然而對永恆號上的羅密利来说則是二十三年之久。
眾人经一番争论后决定前往曼恩星球，该星球严寒且大气中充满氨气。此時墨菲（潔西卡·崔絲坦饰）已是庫珀離開地球的年齡，加入了美國太空總署協助布蘭德教授解開拯救地球人所需要的重力方程式，但教授在健康惡化彌留之際向墨菲承認A計劃不可能實現。另一边，曼恩博士（马特·达蒙饰）被眾人從人工睡眠中喚醒後表示方程式因缺乏黑洞引力奇点的數據而無法完成，因此永恒號的真正目的並非拯救地球人類。庫珀因此十分憤怒，打算放棄計畫。在稍後的任務中，曼恩表示所有宜居數據均假，目的是希望宇航局能派人前來救他，并在打斗中打破庫珀的氧气面罩。曼恩遺下庫珀等死後奪取徘徊者號驶向永恆號，同時羅密利因試圖從被曼恩拆解的機器人奇普（KIPP）中取得資料，觸动其设下的陷阱引发爆炸身亡。艾蜜莉亞救回庫珀后，二人乘坐着陆器追趕曼恩。曼恩在永恆號未完全對接的情况下打開氣閘，產生的失控減壓使他身亡并導致永恆號失控旋轉。庫珀成功對接永恆號并努力使其穩定下來。
永恆號上的資源已不足以返回地球，且其已被巨人黑洞的引力捕获。两人于是发射出塔斯，讓它收集黑洞引力奇點的數據，并计划通过重力助推将永恒号推向埃德蒙斯星實行B計劃。為減少永恆號質量以讓艾蜜莉亞逃生，庫珀讓自己駕駛的徘徊者號於耗盡燃料後分離進入黑洞。其弹射逃生后，發現自己进入一個由未来人類創造的五维超正方体，得知自己正是兒時墨菲遇上的「幽靈」。他利用重力与2067年的墨菲交流，引導自己參與拉撒路計畫以拯救人类，并把塔斯取得的黑洞數據通过引力波以摩斯密码的形式傳送給墨菲的手錶。成年墨菲在回憶此事時終於發現父親留給她的訊息，完成了布蘭德教授的方程式使人類得以離開地球，前往一個環繞著土星運行的太空站居住。
五維超正方體空間在數據傳送完畢後關閉，庫珀通过虫洞被傳送回土星，并在2156年被人类救起，此時他理論上已是124歲。庫珀在太空站上與年老垂死的墨菲重逢，墨菲說服他去宜居的埃德蒙斯星球上尋找艾蜜莉亞。最終庫珀與塔斯搭乘一艘次世代漫遊者號前往埃德蒙斯星。

## 演员
- 馬修·麥康納 飾 庫珀（Cooper），單親爸爸，有一子一女，美國太空總署的前太空人和工程師。
- 安妮·海瑟薇 飾 艾蜜莉亞·布蘭德（Amelia Brand），布蘭德教授的女兒，生物技術博士。
- 潔西卡·崔絲坦 飾 墨菲（Murphy），取諧音名墨菲定律，庫珀的女兒，跟布蘭德教授一起研究移居外星計劃。
  - 麥肯基·弗依 飾 年幼的墨菲。
  - 艾倫·鮑絲汀 飾 年老的墨菲。
- 米高·肯恩 飾 布蘭德教授（Professor John Brand），艾蜜莉亞的父親，移居外星計劃的策劃及負責人。
- 麥特·戴蒙 飾 曼恩博士（Dr. Mann）。
- 凱西·艾佛列克 飾 湯姆（Tom），庫珀的兒子。
  - 堤摩西·柴勒梅德 飾 年幼的湯姆。
- 約翰·利思戈 飾 唐納德（Donald），庫珀的岳父。
- 托弗·格雷斯 飾 蓋帝（Getty），美國太空總署的博士，墨菲的男友。
- 蕾亞·凱恩斯（英语：Leah Cairns） 飾 露易絲（Lois），湯姆的妻子。
- 韋斯·賓尼 飾 道爾（Doyle）。
- 比爾·歐文 飾 機器人塔斯（TARS，配音）。
- 大衛·蓋亞西 飾 羅密利（Romilly）。
- 喬許·史都華 飾 機器人凱斯（CASE，配音）。
- 大衛·奧耶羅沃 飾 湯姆和墨菲的校長。
- 柯萊特·沃爾芙（英语：Collette Wolfe）飾 漢莉老师（Ms. Hanley）。
- 威廉·德瓦內（英语：William Devane） 飾 威廉斯（Williams），太空總署董事會成員。
- 伊萊耶斯·加貝爾（英语：Elyes Gabel）飾 太空總署管理人員。[14]

## 製作

### 职员
- 克里斯托弗·诺兰 - 導演、製作人、編劇。
- 強納森·諾蘭 - 編劇。
- 愛瑪·湯瑪斯 - 製作人。
- 琳達·奧布斯特（英语：Lynda Obst） - 製作人。
- 霍伊特·范·霍特瑪 - 攝影師。
- 奈森．克洛利 - 場景設計師。
- 瑪麗·索弗瑞斯（英语：Mary Zophres） - 服裝設計師。
- 李·史密斯（英语：Lee Smith (editor)） - 剪辑。
- 漢斯·森瑪 - 配樂。
- 保羅·富蘭克林（英语：Paul Franklin (visual effects supervisor)） - 視覺特效總監。
- 基普·索恩 - 理論物理學家、顧問、執行製片人。

### 發展與融資

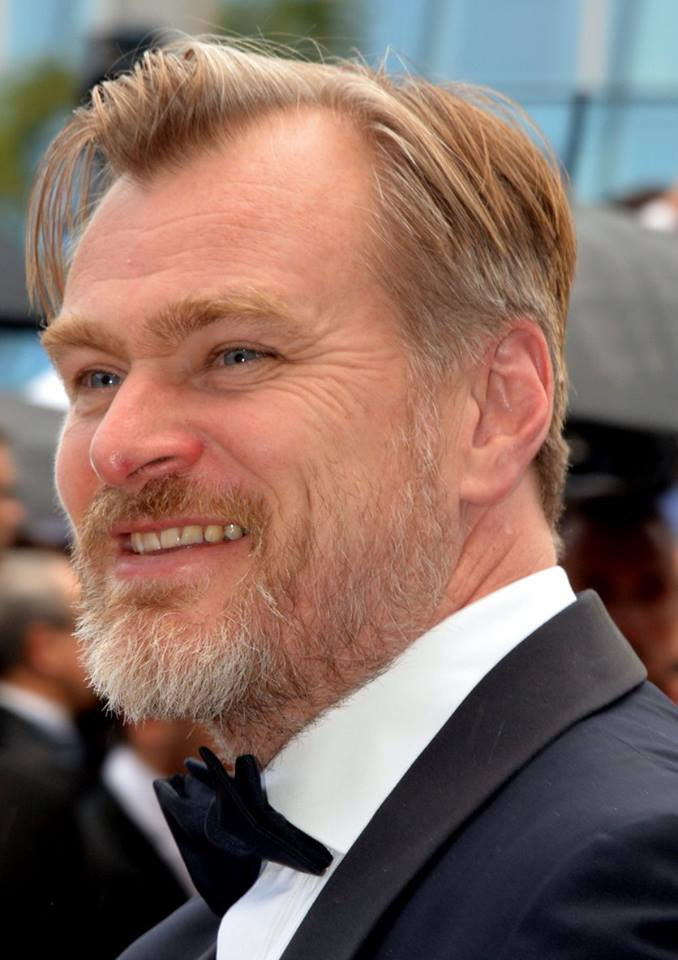
导演克里斯托弗·诺兰以非常规的电影叙述结构和视觉特效而闻名

電影概念最初是由電影製片人琳達·奧布斯特及理論物理學家基普·索恩构想，二人早在1997年電影《超時空接觸》中已經合作。他們基於索恩有关虫洞理论的科研工作，构思出一个關於「人類突然接觸到宇宙中最奇異的事情」的故事，这引起了史提芬·史匹堡執導的興趣。電影於2006年6月開始籌备，當時史匹堡和派拉蒙影業宣布，将會根据奧布斯特與索恩的想法來拍摄一部科幻電影。2007年3月，強納森·諾蘭應邀为电影撰寫劇本。
由於史匹堡於2009年把他的製片公司夢工場從派拉蒙移至華特迪士尼影業集團旗下，派拉蒙需要為本片另尋導演。乔纳森·诺兰推荐他的哥哥克里斯托弗·诺兰担任导演，后者于2012年加入了该项目。之后，克里斯托弗·诺兰與当时担任执行制片人的索恩會面，并相討故事剧本。2013年1月，派拉蒙與華納兄弟宣布克里斯托弗·諾蘭有意向擔任導演 。同年3月，克里斯托弗·路蘭確認將執導《星際效應》，电影將會在他和妻子创立的的切分音電影公司（Syncopy Inc.）與奧布斯特的琳達·奧布斯特製作公司旗下製作。《好莱坞报道》在映前称，克里斯托弗·路蘭的片酬為電影总收入的20%，估計为2,000万美元。為了研究電影的拍攝，路蘭还參觀了美国国家航空航天局和太空探索技术公司。
雖然派拉蒙和華納兄弟平常是競爭對手，但華納兄弟主动向派拉蒙請求入股《星際效應》。作為條件，華納兄弟讓派拉蒙共同資助十三號星期五系列電影的下一部電影以及某「A級」项目，并允许其持有《南方公園》電影版的部分股份。2013年8月，傳奇電影公司跟華納兄弟達成協議，提供全片約25%的資金。據報導，傳奇電影同意放棄《蝙蝠俠對超人：正義曙光》的融資計劃，以換取《星際效應》的股份。

### 编剧与選角

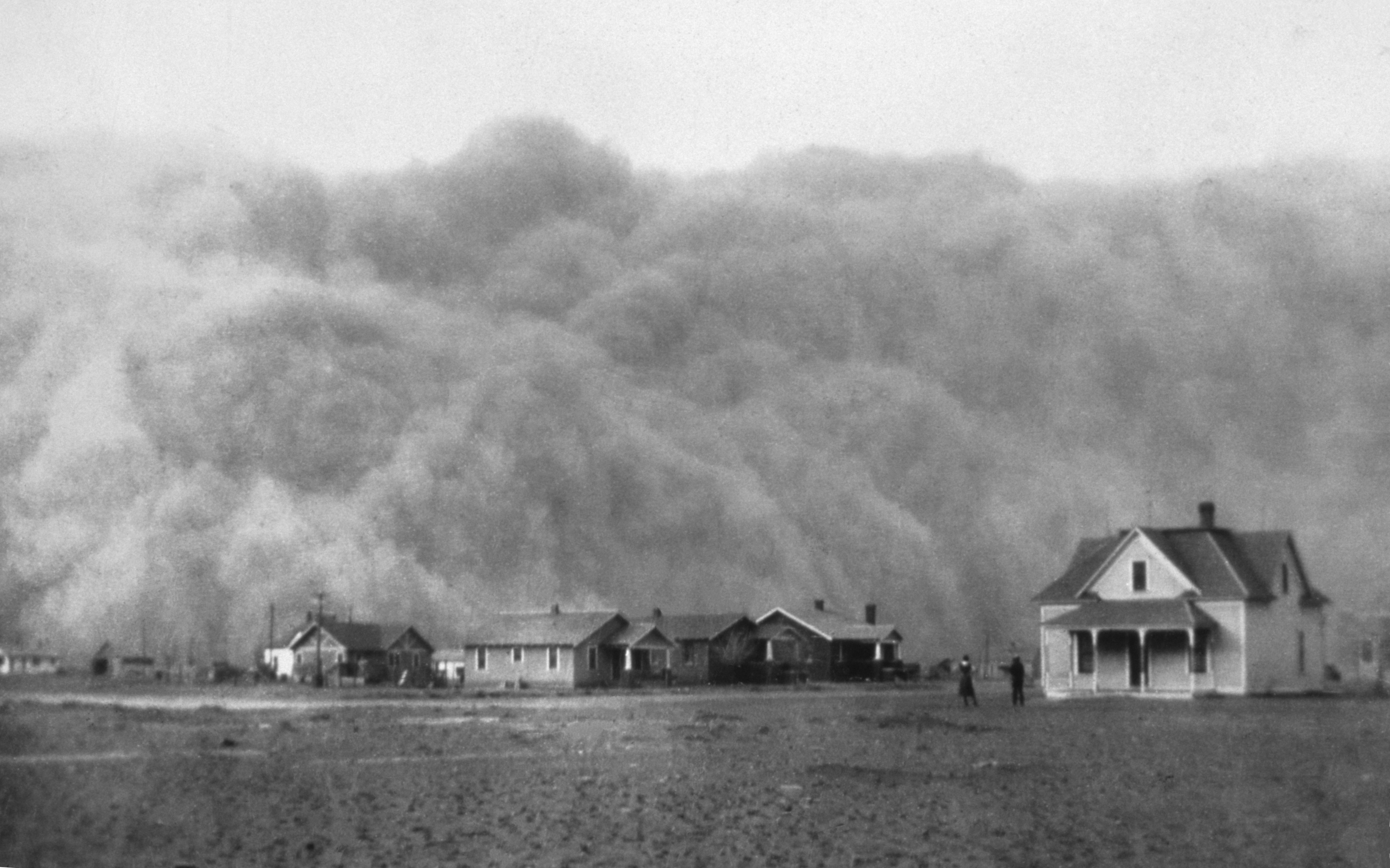
1935年4月中旬發生於美國德州北部的一場沙尘暴，為1930年代北美黑色风暴事件的一部分。以此為主題的紀錄片《黑色風暴》為後來電影的場景設定提供了題材

為了了解科學理论，強納森在寫劇本期間曾到加州理工學院学习相對論，并从一些末日題材的科幻電影中汲取靈感，如《太空奇兵·威E》（2008）及《阿凡達》（2009）。《娛樂周刊》評論指：「他把內容設定在一個被枯萎病蹂躪的反烏托邦未來社會，但頑強的民族都不屈服於絕望。」基斯杜化·路蘭曾考虑过其他科幻题材劇本，但最后決定採用《星際效應》的劇本，并从喬納森和索恩提出的大量想法中进行了筛选。
克里斯托弗·诺兰也表示希望将自己的故事構想和乔纳森的劇本合并在一起，计划描绘“几个英雄宇航员星际航行的故事，前往我们科学理解的最遥远边界”。其随后决定保留乔纳森的剧本中关于未來地球資源枯竭的背景设定，這個靈感源自美國1930年代經濟大蕭條期間的发生的黑色風暴事件，但将剧本其余部分变更為一隊人進入太空。在观看2012年的紀錄片《黑色風暴》后，克里斯托弗·诺兰聯絡該電影的導演肯·伯恩斯及製片人戴頓·鄧肯（Dayton Duncan），请求在《星際效應》里使用该纪录片中的一些采访片段。
克里斯托弗·诺兰认为主角应是“观众可以感同身受的普通人”，并全力寻找能达到这一要求的演员。在看过2012年电影《泥土》的早期剪辑版后，他对主演马修·麦康纳产生了兴趣，并在麦康纳正在拍摄电影《無間警探》時前去拜訪。女演員安妮·海瑟薇則在受邀到諾蘭家中時阅读了电影的剧本。2013年4月，這兩名演員被选定为電影的主演。潔西卡·崔絲坦則是在拍另一部電影《茱莉小姐》時受邀出演墨菲。剧组原计划邀请印度演员伊凡·卡漢饰演曼恩博士，但他因日程安排冲突而拒绝了请求。马特·达蒙于2013年8月下旬被选定飾演曼恩，并在冰岛完成了他的戏份拍摄。

### 取景和拍摄
本片攝影師本是克里斯多福·諾蘭長期合作的瓦利·費思特，但由於他當時正忙於執導其處女作《全面進化》，故改由霍伊特·范·霍特瑪為電影攝影，他使用35毫米电影膠卷（Panavision变形格式）及IMAX70毫米膠卷拍摄本片。本片比诺兰之前的任何一部电影都更常使用IMAX摄影机，大约有70分鐘的IMAX鏡頭。为了尽量减少计算机生成图像（CG）的使用，电影拍摄时建造了不少实景和模型，且经常会让数字投影仪在布景或演员周围显示制作好的效果并拍摄，即摄像机内视觉效果，而不只是单纯使用绿幕拍摄。诺兰表示其想用相机捕捉尽可能多的东西。
电影的主要拍摄计划持续四个月，2013年8月6日在加拿大艾伯塔省开拍。对于玉米地场景，场景设计师内森·克劳利（Nathan Crowley）在当地种植了500英亩（200公顷）的玉米。涉及沙尘暴的场景在艾伯塔省麦克劳德堡拍摄，巨大的尘埃云是在现场使用大型风扇将可降解的合成尘埃吹到空中产生的。该省的拍摄一直持续到2013年9月9日，除130名工作人员外，还涉及数百名临时演员，其中大多数是当地人。
拍摄接着在冰岛进行，剧组认为其多样化的地形和严酷极端的环境很适合作为两颗外星球米勒和曼恩的取景地，前者被水覆盖，后者被冰覆盖。克劳斯图尔镇附近的布鲁纳桑杜尔潟湖（Brunasandur lagoon）浅水区域开阔，被选为米勒星球拍摄地；瓦格纳冰川西南部的斯维纳山冰川（Svínafellsjökull glacier）被附近火山喷发落下的火山灰覆盖，在冰面上产生类似灰色大理石的超现实效果而受剧组青睐，被选为曼恩星球的拍摄地。工作人员亦空运来重约10,000磅（4,500公斤）的两艘被拆解的航天器模型，并在拍摄现场重新组装。劇組在冰島拍摄了两个星期，期间大约有350人（包括130名当地人）参与了电影拍摄。
随后，剧组在美国洛杉矶拍摄了54天，拍摄地点包括威斯汀文德酒店、洛杉矶会展中心、卡尔弗城的索尼影业摄影棚和加利福尼亚州阿尔塔迪纳的私人住宅。主要拍摄于2013年12月结束，制作的花费为1.65亿美元，与预算相比少了约1,000万美元。

### 场景和道具设计

永恒号航天器外观

本片中主要出现有三艘航天器——永恒号（Endurance）、徘徊者号（Ranger）和着陆器（Lander）。母船永恒号是一个圆形结构，由12个环状连接的太空舱组成，场景设计师内森·克劳利表示其是基于国际空间站设计的；徘徊者号的功能类似于航天飞机，能够快速进入和离开行星大气层；而着陆器将太空舱和货物运送到行星表面，克劳利将其比作“一架重型俄罗斯直升机”。
三艘航天器使用了内森·克劳利团队和New Deal Studio合作建造的实物模型，而非通过CG制作的。模型由3D打印和手工雕刻而成，为实现更好的效果，其尺寸巨大且细节丰富。其中永恒号的外景微缩模型按1:15比例建造，长达25英尺（7.6米），内景则布置在一个长200英尺的环形结构内。而徘徊者号和着陆器则按1:1全比例建造，分别长46英尺（14米）和50英尺（15米），用于在冰岛进行拍摄。此外，制作团队还为三艘航天器建造了更多不同比例的微缩模型，以用于对接、爆炸等场景的拍摄。在索尼影业摄影棚拍摄时，徘徊者号和着陆器的全比例模型及永恒号内景被安装在大型万向节上，允许团队以高精度操控模型运动。飞船内部环境则仿照现实航天器还原，进行了精细的器械设计和人工雕刻，同时受NASA影响融合实用主义美学。诺兰表示：“我们希望尽可能多地整合现有的航空航天部件，并保持一切接地气。”克劳利也描述道：“永恒号真正体现了我们从国际空间站和奋进号航天飞机中学到的东西，即在太空航天器中没有上下之分，一切都是可以开关和交互的，每一个表面都被充分利用”。
本片中的两个机器人CASE和TARS也为真人大小的实物，由若干四边形金属块组成，各关节部分的动作可通过液压系统控制。根据内森·克劳利的说法，其极简主义的设计灵感来自于建筑师路德维希·密斯·凡·德罗。比尔·欧文为TARS配音并进行物理操控，喬許·史都華为CASE配音。此外，片尾人类空间栖息地类似于奥尼尔圆柱体，是物理学家傑瑞德·K·歐尼爾于1976年提出的理论模型。

### 视觉效果
参与《盗梦空间》制作的视觉效果公司DNEG公司再次为本片制作视效。根据视觉效果总监保羅·富蘭克林（Paul Franklin）的说法，电影中的特效数量并不比诺兰先前的电影多很多。本片包含850个视觉效果镜头，其中150个镜头是摄像机内视觉效果，即使用数字投影仪呈现，在现场直接拍摄好的效果，而其他700个镜头是经后期制作的。此外，有150个镜头使用了微缩模型进行拍摄，620个镜头以IMAX格式呈现，其余则是变形格式的。

### 音效
格雷格·兰德克和加里·里佐是本片的音频工程师，负责混音，而音效剪辑师理查德·金则负责监督整个过程。克里斯托弗·诺兰试图混合声音以最大限度地利用影院的设备，并密切关注混音的设计，例如宇航员用手套按下按钮的声音。官方網站称本片“声音经过特殊混合，以最大限度地提高主声道和低音声道中低端频率的功率”。诺兰故意让一些对话看起来被环境噪音或音乐淹没，导致一些影院张贴告示，强调这种效果是影片本身具有的的，而不是他们设备的故障。

### 配乐

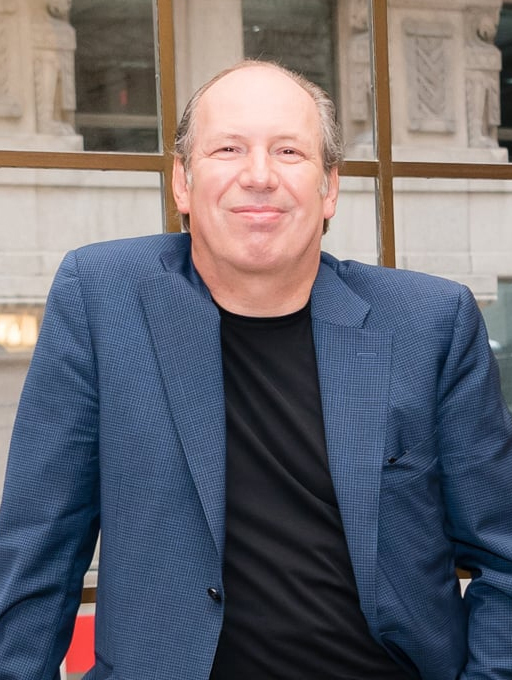
汉斯·季默擅长利用配乐点出电影中主要角色的特性或引出重要的剧情和高潮

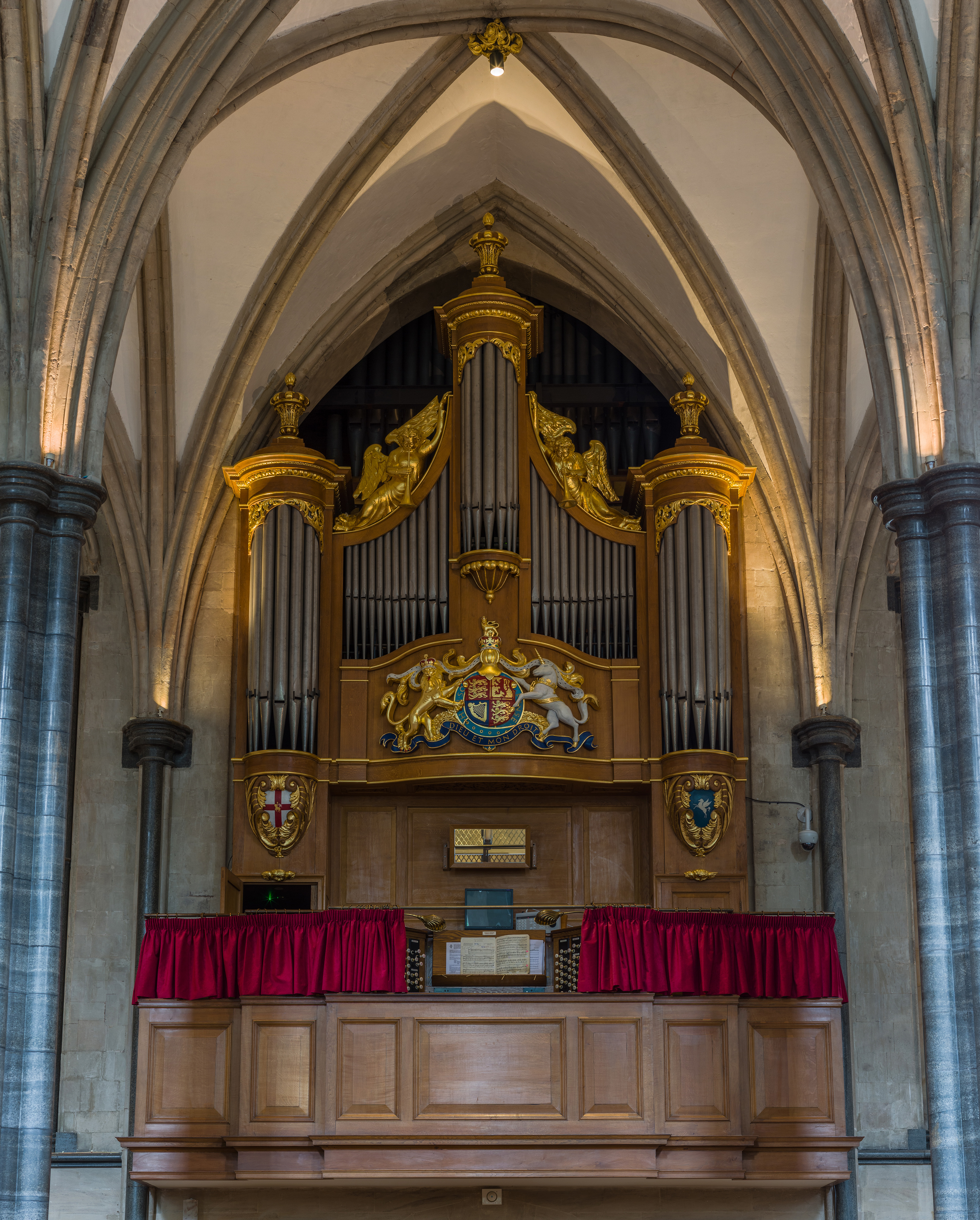
位于伦敦圣殿教堂的管风琴是本片配乐使用的主要乐器

继诺兰的《黑暗骑士三部曲》和《盗梦空间》后，汉斯·季默再次为《星际穿越》配乐。其和诺兰决定选择位于伦敦圣殿教堂的1926年Harrison & Harrison管风琴作为主要乐器。诺兰和季默为本片进行了45次配乐商讨，是《盗梦空间》次数的三倍。电影原声带于2014年11月18日发行。
| 星际穿越原声带曲目列表 | 星际穿越原声带曲目列表           | 星际穿越原声带曲目列表 |
| 曲序                   | 曲目                             | 时长                   |
| ---------------------- | -------------------------------- | ---------------------- |
| 1.                     | Dreaming Of The Crash 梦见坠机   | 3:55                   |
| 2.                     | Cornfield Chase 玉米地追逐       | 2:06                   |
| 3.                     | Dust 尘埃                        | 5:41                   |
| 4.                     | Day One 第一天                   | 3:19                   |
| 5.                     | Stay 留下                        | 6:52                   |
| 6.                     | Message From Home 来自家的讯息   | 1:40                   |
| 7.                     | The Wormhole 虫洞                | 1:30                   |
| 8.                     | Mountains 山峰                   | 3:39                   |
| 9.                     | Afraid Of Time 惧怕时间          | 2:32                   |
| 10.                    | A Place Among The Stars 群星之中 | 3:27                   |
| 11.                    | Running Out 耗尽                 | 1:57                   |
| 12.                    | I'm Going Home 我正归家          | 5:48                   |
| 13.                    | Coward 懦夫                      | 8:26                   |
| 14.                    | Detach 分离                      | 6:42                   |
| 15.                    | S.T.A.Y.                         | 6:23                   |
| 16.                    | Where We're Going 我们要去何方   | 7:41                   |
| 总时长：               | 总时长：                         | 71:38                  |

### 科学指导

理论物理学家、2017年诺贝尔物理学奖获得者基普·索恩擔任本片科學顧問

加州理工学院物理学家、2017年诺贝尔物理学奖获得者基普·索恩擔任本片科學顧問。索恩在电影制作中立下了两条方针：一为不能違反現有物理定律，二为一切设想均須有科學根據，而非只是編劇的想像。導演諾蘭接受這個原則，前提是不影響電影製作。索恩曾一度花費兩星期時間，说服諾蘭放棄让角色进行超光速旅行的想法。索恩表示，电影中他最难以接受的是有冰雲層悬浮在空中的曼恩星球，这些冰云明显不符合冰的物理性质，不过除此以外电影都很好地遵循了物理定律。

#### 虫洞和黑洞

电影中虫洞的特写。中间是通过虫洞看到的遥远星系图像，外缘是因为受到引力透镜效应而绕愛因斯坦環运动且被拉长的恒星图像

在設計虫洞和巨型旋轉黑洞時，索恩与视觉特效总监保羅·富蘭克林和DNEG公司的30人特效团队合作，其向工作人员提供理論方程式，由他們按方程式編寫新的CGI渲染軟件以创造出精确的符合引力透镜效应的模拟场景。索恩表示说“虫洞和黑洞在任何好莱坞电影中都没有以它们实际存在的方式被描绘”“而由此制作的黑洞场景是有史以来对这种现象最真实的描述之一” 。索恩和团队还利用对电影中虫洞、黑洞和引力透镜效应等视觉效果制作的研究成果发表了三篇科学论文。
在制作符合科学理论的旋转黑洞模型时，由于其旋转速度过快和多普勒效应的影响，黑洞中心变得不对称，同时围绕黑洞旋转的发光吸积盘左侧由红色变成了冷蓝色，吸积盘的右侧变得黑暗且难以看清。诺兰和保罗·富兰克林认为，观众可能无法从视觉上理解真实的黑洞场景，因此要求特效团队降低黑洞旋转速度并改变其外观，同时添加模拟镜头炫光的效果，导致电影成品中黑洞的视觉效果没有考虑到多普勒效应，比原先的更红更亮，与实际不符。诺兰之后发现，若保持摄影机视角一致，完成的效果还是可以被观众理解的。

## 评价
在美国评论聚合网站爛番茄的376篇专业评论中，有274条為正面，102条為负面，“新鮮度”为73%，平均分數為7分（满分10分）。網站评论家共識写道：「《星際效應》驚心動魄、令人深思，且在觀影視覺上是部绚烂的電影，這都是來自於导演克里斯多福·諾蘭的期望，即使电影涵盖知识的范围在某种程度上超出了他的掌握」。美国评论聚合网站Metacritic的46篇专业评论中，有35條評論為正面、10條褒贬不一、1條負面，得分为74分（滿分100分），标明“总体好评”。中国大陆影评网站豆瓣电影基于200多万条观众评价给本片打出9.4分（满分10.0分）。
《洛杉磯時報》报道说：“電影評論家大多認為《星際效應》是一個有娛樂性、情感丰富和發人深省的科幻傳奇故事，縱使它有时會有些沉悶和感傷”。《综艺》首席影评人斯科特·芬达斯（Scott Foundas）表示本片“在视觉和概念上与诺兰迄今为止所做的一样好，且比其以前的电影更有个人的特色”。《纽约时报》专栏作家大卫·布鲁克斯（David Brooks）总结说：“《星际穿越》探讨了科学与信仰、人文之间的关系，并说明了这些领域之间真正的共生关系”。《Time Out》的戴夫·卡尔霍恩 （Dave Calhoun） 给这部电影打了五颗星的最高分，称它“是一个大胆、美丽的宇宙冒险故事，带有一丝超现实和梦幻般的气息”。《芝加哥太阳报》的理查德·罗珀（Richard Roeper）给这部电影打了四颗星，并写道：“这是我看过的最美丽的电影之一。就它的视觉效果而言，以及它关于我们都知道但无法用科学术语衡量的一件事——爱”。
《卫报》的亨利·巴恩斯（Henry Barnes）对电影持批判的态度，称其“是一个光荣的奇观，但有点戏剧性，幽默的闪光太少了”。《好莱坞报道》的托德·麦卡锡（Todd McCarthy）写道：“这部构思和呈现宏伟的史诗作品试图同等重视人类的情感和对宇宙的猜测，结果喜忧参半，但从不亚于引人入胜，有时甚至不止于此”。澳大利亚广播电视台主持人玛格丽特·波梅兰兹（Margaret Pomeranz）给这部电影打了三分（满分五分），她认为人性的戏剧色彩在电影的科学概念中迷失了。而《福布斯》的斯科特·门德尔森（Scott Mendelson）将本片列为2014年最令人失望的电影之一，并指出这部电影“缺乏流畅性，高潮后失去活力，混音笨拙，角色单薄”，尽管他为了“给它第二次机会”而看了两次电影。

### 科学性争议
天体生物学家大卫·格林斯彭（David Grinspoon）认为本片开头对枯萎病的描述不切实际，表示该现象需要数百万年才能消耗大气中的氧气含量。《天空与望远镜》编辑罗伯特·奈耶（Robert Naeye）赞扬了本片的科学性，但也指出超大质量黑洞的潮汐力会将宇航员面条化，其吸積盤釋出的高能量X射線也会炸毁附近的航天器和人类，另外吸積盤的顏色没有遵循多普勒效應。伦敦帝国学院天体物理学家罗伯托·特罗塔（Roberto Trotta）表示米勒星球的時間膨脹效应过于极端，而且宇航员会死于吸积盘的辐射。天文学家菲尔·普莱特（Phil Plait）也认为若要让米勒星球具有电影中所展现的巨大时间膨胀，其必须越过黑洞的史瓦西半徑，而这是不可能的，但他之后认识到自己的观点在旋转黑洞上行不通。中國上海交通大学物理与天文系教授王斌表示“接近黑洞，就会被黑洞的潮汐力撕得粉碎，任何东西都不例外。男女主角在靠近黑洞的行星上，这个靠近是多远的距离？就算靠近黑洞但不足以感受到黑洞的作用，一旦越过视界，也就无法再返回”。
而本片科学顾问基普·索恩根据自己的著作《星际穿越的科学》回应说“旋转黑洞周围的条件是不同的，比如巨人，该黑洞附近的行星可能具有压扁的形状，但不会压碎行星或其表面的生物”“卡冈图雅的吸积盘贫弱、低温——大约是太阳表面的温度。其处于非常静止的状态，发射的X射线和伽马射线足够少，机组人员有可能会幸存下来”。美国哥伦比亚大学宇宙学家布莱恩·格林认为由於黑洞體積巨大，質量相對極小的人類进入事件視界不会立刻發生麵條化現象。数学物理学家伊克约特·辛格·科利（Ikjyot Singh Kohli）通过计算证明了本片中旋转黑洞引起的时间膨胀效应是准确的。法国天体物理学家让-皮埃尔·卢米涅（Jean-Pierre Luminet）称赞了本片对潘羅斯過程的正确描述。美国理论物理学家加來道雄表示本片“可以为未来几年的科幻电影设定黄金标准”。前NASA软件工程师蒂姆·雷耶斯 （Tim Reyes）表示“索恩和诺兰对黑洞、虫洞和引力的解释非常出色”。美国著名天体物理学家尼尔·德格拉斯·泰森认为庫珀进入黑洞后理论上可以与过去互动，并表示“我们也真的不知道黑洞里究竟有什么”。

## 发行和反响

### 影院放映
《星際效應》于2014年10月26日在洛杉矶的TCL中国剧院首映。其于11月4日在美國和加拿大的部分影院提前上映，并于11月5日起在北美地区限量放映。4日至6日的特映票房共計490萬美元。电影于11月7日周五在北美正式上映，首周周末票房达4,700万美元，仅次于迪士尼动画片《大英雄天團》，其中IMAX银幕收入超过总票房的25%。上映后四周北美累计票房达1.47亿美元。
电影於11月5日在法國、比利時和瑞士發行，其中來自法国各地的750個银幕的当天放映票房达74万美元。11月6日在超過35個国家上映，如俄羅斯、澳大利亞和巴西等，並獲得了870萬美元的票房總額，最高的首映票房是來自韓國的480萬美元。11月7日在英国、印度等国上映。

电影于11月6日在香港上映，首周四天赚1,163万港币列榜首，并连续三周蝉联冠军，最終票房5,178萬港幣。电影于11月7日在臺灣上映，首週三天票房為新台幣5,100萬元，并接连三周位列榜首；上映约七周后最終全台票房為新台幣2.86億元。电影于11月12日在中国大陆上映，首周5天收获2.69亿人民币，并连续三周位列内地票房第一，上映四周后总票房为7.55億人民币。2020年8月2日，本片在中国大陆地区重映，首日票房达到3,566万人民币，成为当日票房冠军。重映后4天电影在内地的累计票房达到8亿人民币。
| 上一届： 《》                   | 2014年香港一週票房冠軍 第44 - 46周        | 下一届： 《飢餓遊戲：自由幻夢Ⅰ》 |
| 上一届： 《控制》               | 2014年台北週末票房冠軍 第45 - 46週 第49週 | 下一届： 《飢餓遊戲：自由幻夢Ⅰ》 |
| 上一届： 《忍者神龟：变种时代》 | 2014年中国大陆一周票房冠军 第46 - 48周    | 下一届： 《匆匆那年》            |
| 上一届： 《多力特的奇幻冒險》   | 2020年中国内地一周票房冠军 第31週         | 下一届： 《哈利波特与魔法石》    |

### 家用媒体
《星际穿越》于2015年3月31日在英国和美国以家用媒体的形式发布，销量连续两周位列第一。据报道，其是2015年盗版最多的电影，在BitTorrent上的下载量约为4,670万次。电影于2017年12月19日以超高清蓝光格式在全球发售。

### 榮譽
| 榮譽                 | 榮譽               | 榮譽                                                   | 榮譽 |
| 獎項／影展           | 類別               | 得獎人                                                 | 結果 |
| -------------------- | ------------------ | ------------------------------------------------------ | ---- |
| 第87届奥斯卡金像奖   | 最佳配樂           | 漢斯·季默                                              | 提名 |
| 第87届奥斯卡金像奖   | 最佳音效剪辑       | 理查德·金                                              | 提名 |
| 第87届奥斯卡金像奖   | 最佳音效           | 加里·瑞佐、格雷格·兰德克、马克·温加滕                  | 提名 |
| 第87届奥斯卡金像奖   | 最佳艺术指导       | 内森·克劳利、加里·费蒂斯                               | 提名 |
| 第87届奥斯卡金像奖   | 最佳视觉效果       | 安德魯·洛克利、伊恩·亨特、保羅·富蘭克林、斯科特·费舍尔 | 獲獎 |
| 葛萊美獎             | 最佳影视媒体配乐   | 漢斯·季默                                              | 提名 |
| 第68届英国电影学院奖 | 最佳原创音乐       | 漢斯·季默                                              | 提名 |
| 第68届英国电影学院奖 | 最佳摄影           | 霍伊特·范·霍特玛                                       | 提名 |
| 第68届英国电影学院奖 | 最佳艺术指导       | 内森·克劳利、加里·费蒂斯                               | 提名 |
| 第68届英国电影学院奖 | 最佳视觉特效       | 保羅·富蘭克林、斯科特·费舍尔、安德鲁·洛克利            | 獲獎 |
| 2014美國電影學會獎   | 年度十佳電影       | 《星际穿越》                                           | 獲獎 |
| 芝加哥影评人协会     | 最佳導演           | 克里斯托弗·诺兰                                        | 提名 |
| 芝加哥影评人协会     | 最佳艺术指導       | 内森·克劳利、加里·费蒂斯                               | 提名 |
| 芝加哥影评人协会     | 最佳攝影           | 霍伊特·范·霍特玛                                       | 提名 |
| 芝加哥影评人协会     | 最佳原創配樂       | 漢斯·季默                                              | 提名 |
| 金球獎               | 最佳原創配樂       | 漢斯·季默                                              | 提名 |
| 土星獎               | 最佳科幻电影       | 《星际穿越》                                           | 獲獎 |
| 土星獎               | 最佳导演           | 克里斯托弗·诺兰                                        | 提名 |
| 土星獎               | 最佳写作奖         | 克里斯托弗·诺兰、乔纳森·诺兰                           | 獲獎 |
| 土星獎               | 最佳男主角         | 马修·麦康纳                                            | 提名 |
| 土星獎               | 最佳女主角         | 安妮·海瑟薇                                            | 提名 |
| 土星獎               | 最佳女配角         | 杰西卡·查斯坦                                          | 提名 |
| 土星獎               | 最佳年轻演员表演奖 | 麦肯基·弗依                                            | 獲獎 |
| 土星獎               | 最佳配乐           | 漢斯·季默                                              | 獲獎 |
| 土星獎               | 最佳剪辑           | 李·史密斯                                              | 提名 |
| 土星獎               | 最佳艺术指导       | 内森·克劳利                                            | 獲獎 |
| 土星獎               | 最佳视觉特效       | 保羅·富蘭克林、斯科特·费舍尔、安德鲁·洛克利            | 獲獎 |
| 聖地牙哥影評人協會   | 最佳攝影           | 霍伊特·范·霍特玛                                       | 提名 |
| 聖地牙哥影評人協會   | 最佳製作設計       | 内森·克劳利                                            | 提名 |
| 卫星奖               | 最佳攝影           | 霍伊特·范·霍特玛                                       | 提名 |
| 卫星奖               | 最佳原創配樂       | 漢斯·季默                                              | 提名 |
| 卫星奖               | 最佳視覺效果       | 安德魯·洛克利、伊恩·亨特、保羅·富蘭克林、斯科特·费舍尔 | 提名 |
| 华盛顿特区影评人协会 | 最佳艺术指導       | 製作設計師：内森·克劳利 佈景師：蓋瑞·弗帝斯            | 提名 |
| 华盛顿特区影评人协会 | 最佳攝影           | 霍伊特·范·霍特玛                                       | 提名 |
| 华盛顿特区影评人协会 | 最佳剪輯           | 李·史密斯                                              | 提名 |
| 华盛顿特区影评人协会 | 最佳原創配樂       | 漢斯·季默                                              | 提名 |
| 华盛顿特区影评人协会 | 最佳年輕演出       | 麦肯基·弗依                                            | 提名 |

## 外部連結
- 互联网电影数据库（IMDb）上《星際效應》的资料（英文）
- Metacritic上《星際效應》的資料（英文）
- 爛番茄上《星際效應》的資料（英文）
- Box Office Mojo上《星際效應》的資料（英文）
- AllMovie上《星際效應》的资料（英文）
- 豆瓣电影上《星际穿越》的資料 （简体中文）
- 时光网上《星际穿越》的資料（简体中文）